# Arnèke
Arnèke est une commune française située dans le département du Nord, en région Hauts-de-France.

## Géographie
Merci de nous aider à accomplir cette page.

### Localisation
Située en Flandre française dans la région naturelle de l'Houtland, à 6,6 km de Cassel, 13,8 km de Saint-Omer, 15,1 km d'Hazebrouck, 22,8 km de Dunkerque et 49,9 km de Lille.
| Zegerscappel Bollezeele |        | Ledringhem     |
| Rubrouck                | Arnèke | Zermezeele     |
| Ochtezeele              |        | Wemaers-Cappel |

### Hydrographie

#### Réseau hydrographique
La commune est située dans le bassin Artois-Picardie. Elle est drainée par la Peene Becque, le Cray Hill Becque, la Pis Becque, la Roesten Helts Becque, la Rue du Midi, la Seyne Houck et la Trommels Becque,,.
La Peene Becque, d'une longueur de 24 km, prend sa source dans la commune de Cassel, à 86 m d'altitude, et se jette  dans l'Yser à Wormhout, à 6 m d'altitude, après avoir traversé dix communes.

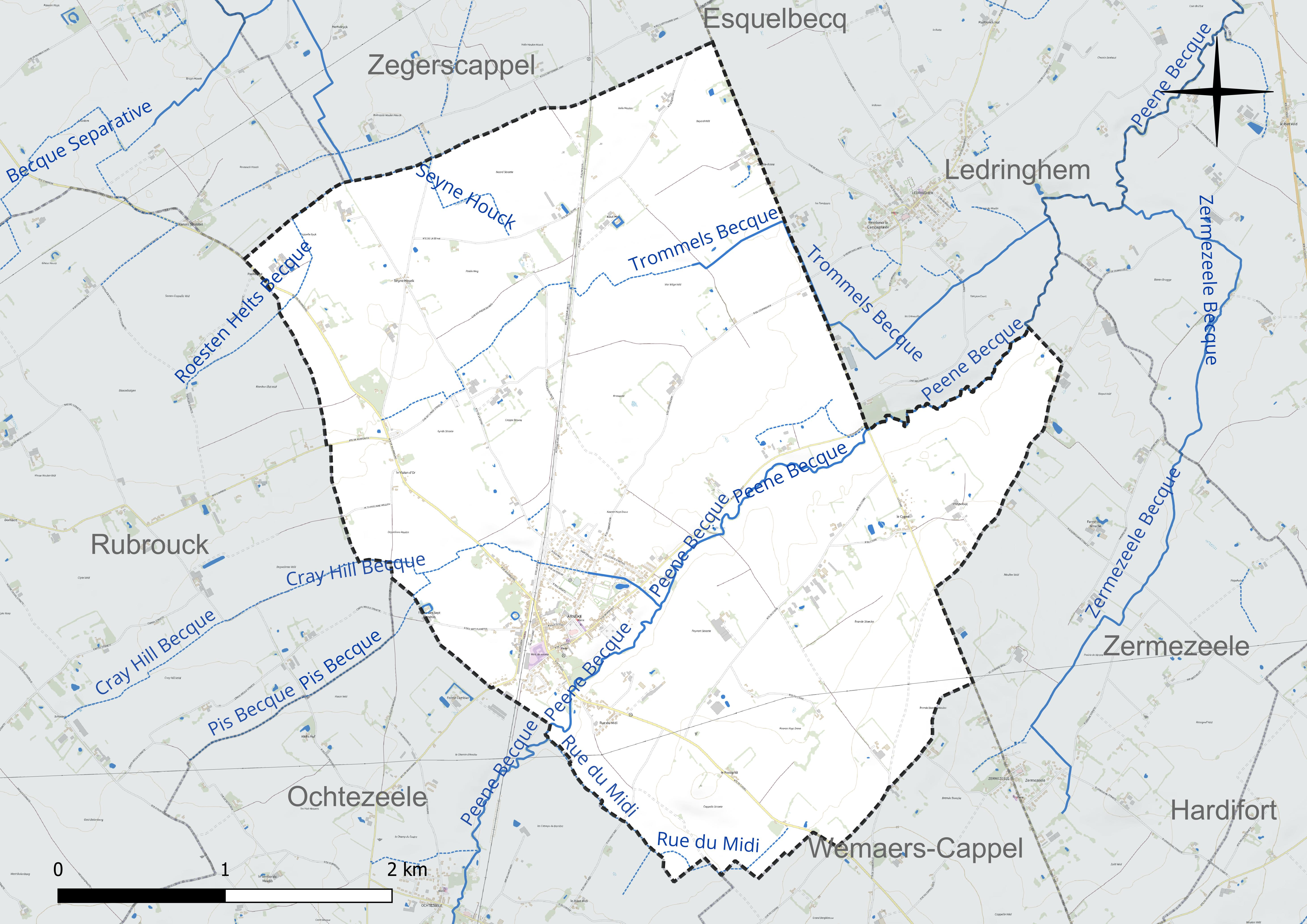
Réseau hydrographique d'Arnèke.

#### Gestion et qualité des eaux
Le territoire communal est couvert par le schéma d'aménagement et de gestion des eaux (SAGE) « Yser ». Ce document de planification concerne un territoire de 381 km2 de superficie, délimité par le bassin versant de l'Yser en France. Le périmètre a été arrêté le 8 novembre 2005 et le SAGE proprement dit a été approuvé le 30 novembre 2016. La structure porteuse de l'élaboration et de la mise en œuvre est l'Union syndicale d'aménagement hydraulique du Nord (USAN).
La qualité des cours d'eau peut être consultée sur un site dédié géré par les agences de l'eau et l'Agence française pour la biodiversité.

### Climat
Pour des articles plus généraux, voir Climat des Hauts-de-France et Climat du Nord.
En 2010, le climat de la commune est de type climat océanique altéré, selon une étude du CNRS s'appuyant sur une série de données couvrant la période 1971-2000. En 2020, Météo-France publie une typologie des climats de la France métropolitaine dans laquelle la commune est exposée à un climat océanique et est dans la région climatique Côtes de la Manche orientale, caractérisée par un faible ensoleillement (1 550 h/an) ; forte humidité de l'air (plus de 20 h/jour avec humidité relative > 80 % en hiver), vents forts fréquents.
Pour la période 1971-2000, la température annuelle moyenne est de 10,5 °C, avec une amplitude thermique annuelle de 14 °C. Le cumul annuel moyen de précipitations est de 774 mm, avec 12,8 jours de précipitations en janvier et 8,4 jours en juillet. Pour la période 1991-2020, la température moyenne annuelle observée sur la station météorologique la plus proche, située sur la commune de Steenvoorde à 12 km à vol d'oiseau, est de 11,2 °C et le cumul annuel moyen de précipitations est de 727,8 mm,. Pour l'avenir, les paramètres climatiques de la commune estimés pour 2050 selon différents scénarios d'émission de gaz à effet de serre sont consultables sur un site dédié publié par Météo-France en novembre 2022.

### Voie de communication et transport
Arneke se situe en bordure de l'ancienne voie romaine reliant Cassel à la côte, la Steenstraete ou D 52.
La commune est desservie par les TER Nord-Pas-de-Calais en gare d'Arnèke.

## Urbanisme de Arnèke
Arnèke n'est pas loin de Dunkerque (22,8 km) Hazebrouck (22,8 km) Lille (49,9 km) Saint-Omer (13,8Km) et Cassel (6,6 km)

### Typologie
Au 1er janvier 2024, Arnèke est catégorisée bourg rural, selon la nouvelle grille communale de densité à sept niveaux définie par l'Insee en 2022.
Elle est située hors unité urbaine. Par ailleurs la commune fait partie de l'aire d'attraction de Dunkerque, dont elle est une commune de la couronne,. Cette aire, qui regroupe 66 communes, est catégorisée dans les aires de 200 000 à moins de 700 000 habitants,.

### Occupation des sols
L'occupation des sols de la commune, telle qu'elle ressort de la base de données européenne d'occupation biophysique des sols Corine Land Cover (CLC), est marquée par l'importance des territoires agricoles (94,9 % en 2018), en diminution par rapport à 1990 (96,7 %). La répartition détaillée en 2018 est la suivante : 
terres arables (94,9 %), zones urbanisées (5,1 %). L'évolution de l'occupation des sols de la commune et de ses infrastructures peut être observée sur les différentes représentations cartographiques du territoire : la carte de Cassini (XVIIIe siècle), la carte d'état-major (1820-1866) et les cartes ou photos aériennes de l'IGN pour la période actuelle (1950 à aujourd'hui).

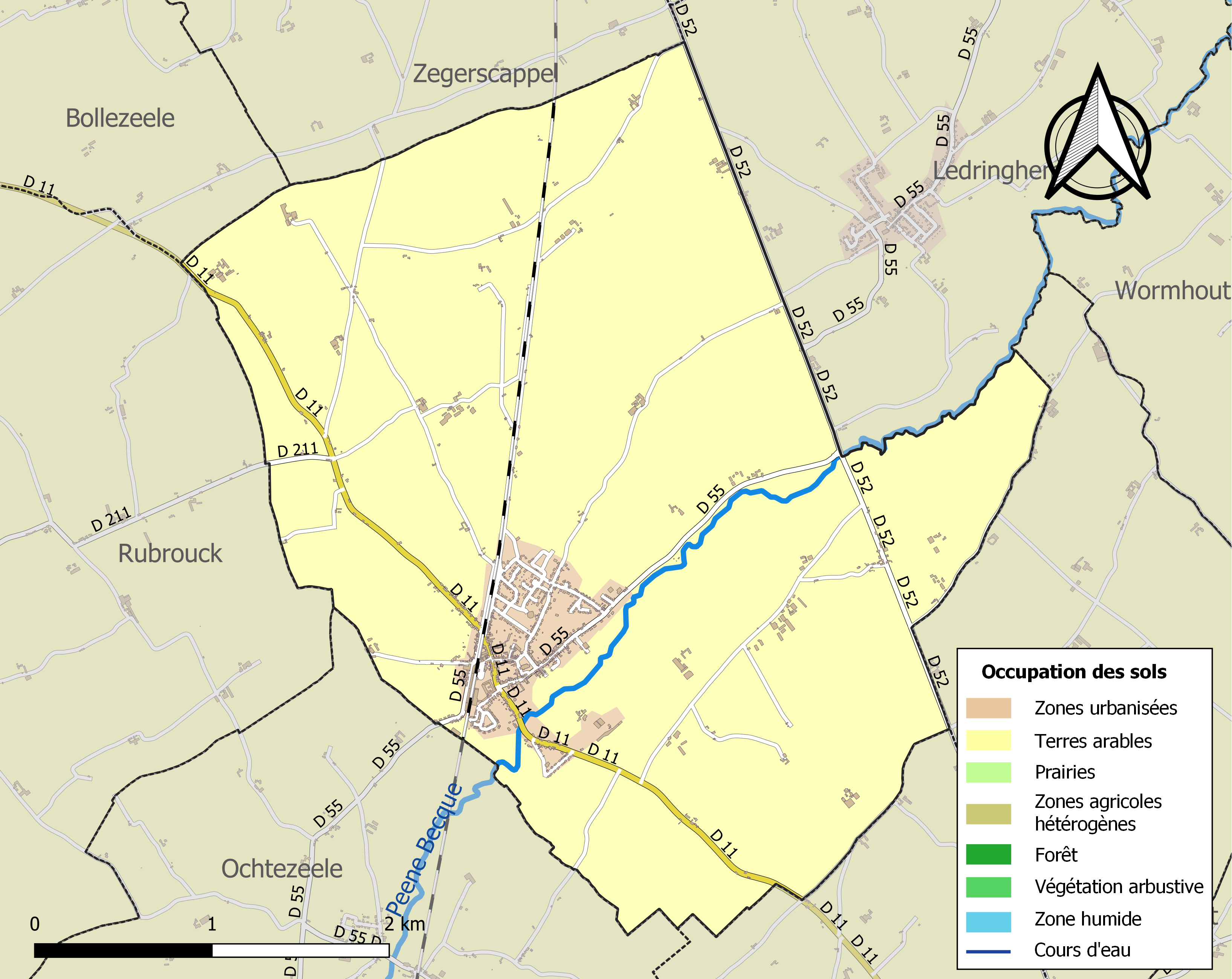
Carte des infrastructures et de l'occupation des sols de la commune en 2018 (CLC).

## Toponymie
1201 : Erdenka ; 1208 : Arneka ; 1245 : Renteka (cartulaire de l'abbaye de Watten).
Le nom vient de Rentiacus ou Rantiacum (le domaine de Rantius).
- Arnèke se nomme en néerlandais Arneke, et en flamand occidental : Arnyke.
- Arnèke compte plusieurs hameaux ou lieux-dits : Bayard Veld, le Coffre ; le Cygne ; le Couthof ; la Seine ; Le violon d'Or.

## Histoire
Saint Gohard (originaire de Bavière, canonisé en 1131 par Innocent II, mort en Bavière,), vénéré à Arnèke aurait évangélisé le pays. Il aurait été curé d'Arnèke vers l'an 1000,.
L'église d'Arnèke appartenait à la cathédrale de Thérouanne (diocèse de Thérouanne) avant le XVIe siècle puis aux évêques de Saint-Omer. On retrouve trace de son existence dans les cartulaires (recueil de chartes) des grandes abbayes voisines : abbaye Saint-Winoc de Bergues, abbaye de Watten, abbaye de Saint-Bertin à Saint-Omer.
En 1199, Lambert évêque de Thérouanne confirme à l'abbaye de Bergues la possession de l'hospice Saint Gohard d'Ernteka où étaient reçus les passants pauvres. En 1201, Gérard, châtelain d'Oudenbourg, confirme et augmente les donations faites à l'abbaye de Bergues, à qui il cède la possession de l'hôpital Saint Gérard (en fait Saint Gohard) d'Erdenka.
En 1206, le pape Innocent III confirme à l'abbaye la possession de cet hospice et en 1208, l'abbé Ingelmar et les religieux de Bergues s'accordent avec le chapitre de l'église Saint-Martin de Cassel au sujet de cet établissement. En 1229, Adam, évêque des Morins (ou de Thérouanne) déclare que le chevalier Florent de Hangest n'a aucun droit sur l'hospice d'Ernteka, dépendance de l'abbaye de Bergues.
La commune relevait de la châtellenie de Cassel.
Un combat se déroula le 5 septembre 1793 à Arnèke. Il opposait les français aux alliés coalisés contre la République. Il intervint dans le cadre de la Bataille d'Hondschoote qui permit de lever le siège de Dunkerque. Il eut lieu sur la hauteur dite Klytte-Klim. Une inscription rappelle l'évènement.
Lors de la première guerre mondiale, Arnèke faisait partie de la zone de cantonnement à l'arrière du front situé plus à l'est, du côté de la frontière belge. Des lignes ferroviaires militaires furent créées dans cette zone de cantonnement. Il s'agissait de lignes à voie de 60 cm de largeur de type Decauville. Une boucle avait été aménagée au niveu du lieu-dit du Bayard Veld à Arnèke. Elle était connectée à la Gare d'échange Sud, située à Ledringhem au niveau du lieu-dit La Potence. Elle était également connectée avec la à la gare Galg Houck triage de Zegerscappel, à la gare d'échange Nord de la Steene Straete d'Esquelbecq, elle-même connectée à la gare principale d'Esquelbecq, et, passant via Wormhout et Oudezeele, à la gare de Steenvoorde.

### Situation administrative

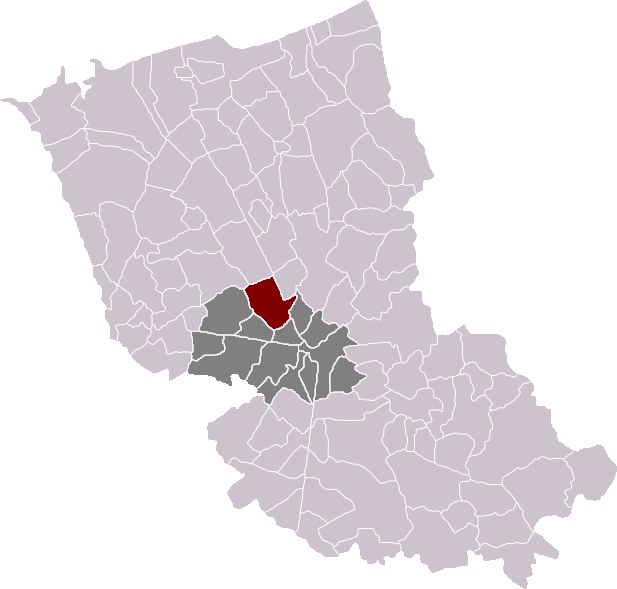
Arnèke dans son canton et son arrondissement.

## Politique et administration

### Liste des maires
| Période                                  | Période  | Identité                                                                                 | Étiquette | Qualité |
| ---------------------------------------- | -------- | ---------------------------------------------------------------------------------------- | --------- | --- |
| 1793                                     | 1794     | Engelbert Desmyttère                                                                     |           | |
| 1794                                     | 1795     | Dominique Leurs                                                                          |           | |
| 1795                                     | 1796     | Jean Ioos                                                                                |           | |
| 1796                                     | 1808     | Jacques Looten,                                                                          |           | |
| 1808                                     | 1818     | Jean Van Kempen                                                                          |           | |
| 1818                                     | 1821     | Jacques Fermyn                                                                           |           | |
| 1821                                     | 1827     | François Becquaert                                                                       |           | |
| 1827                                     | 1831     | Ambroise Vandenbussche                                                                   |           | |
| 1831                                     | 1836     | Jacques Looten                                                                           |           | |
| 1836                                     | 1843     | Ambroise Vandenbussche                                                                   |           | |
| 1843                                     | 1866     | Eugène Barbier                                                                           |           | |
| 1866                                     | 1870     | Désiré Verhille                                                                          |           | |
| 1870                                     | 1878     | Louis Vandenbussche                                                                      |           | |
| 1878                                     | 1885     | Benoit Becquaert                                                                         |           | |
| 1885                                     | 1888     | Aurèle Vandaele                                                                          |           | |
| 1888                                     | 1912     | Benoit Becquaert                                                                         |           | |
| 1912                                     | 1925     | Victor Isaert                                                                            |           | |
| 1925                                     | 1944     | Louis Permandt                                                                           |           | |
| 1944                                     | 1958     | P. Picotin                                                                               |           | |
| 1958                                     | 1959     | Jean-Louis Gaymay                                                                        |           | |
| 1959                                     | 1986     | Charles Paccou                                                                           | RPR       | Député de la Quatorzième circonscription du Nord (1983-1993), Conseiller général du Canton de Cassel (1955-1992). |
| 1986                                     | 2000     | Denis Cavrois                                                                            |           | |
| 2001                                     | 2005     | Philippe Carton                                                                          |           | |
| 2005                                     | 2025     | Francis Ampen Réélu pour le mandat 2020-2026                                             | DVD       | |
| 2025                                     | En cours | Julie Adjovi-Hauspie Elue le 14 février 2025 à la suite de la démission de Francis Ampen |           | |
| Les données manquantes sont à compléter. |          |                                                                                          |           | |

### Jumelages
Arnèke est jumelé avec Koekelare. (Voir site d'Arnèke)

## Population et société

### Démographie

#### Évolution démographique

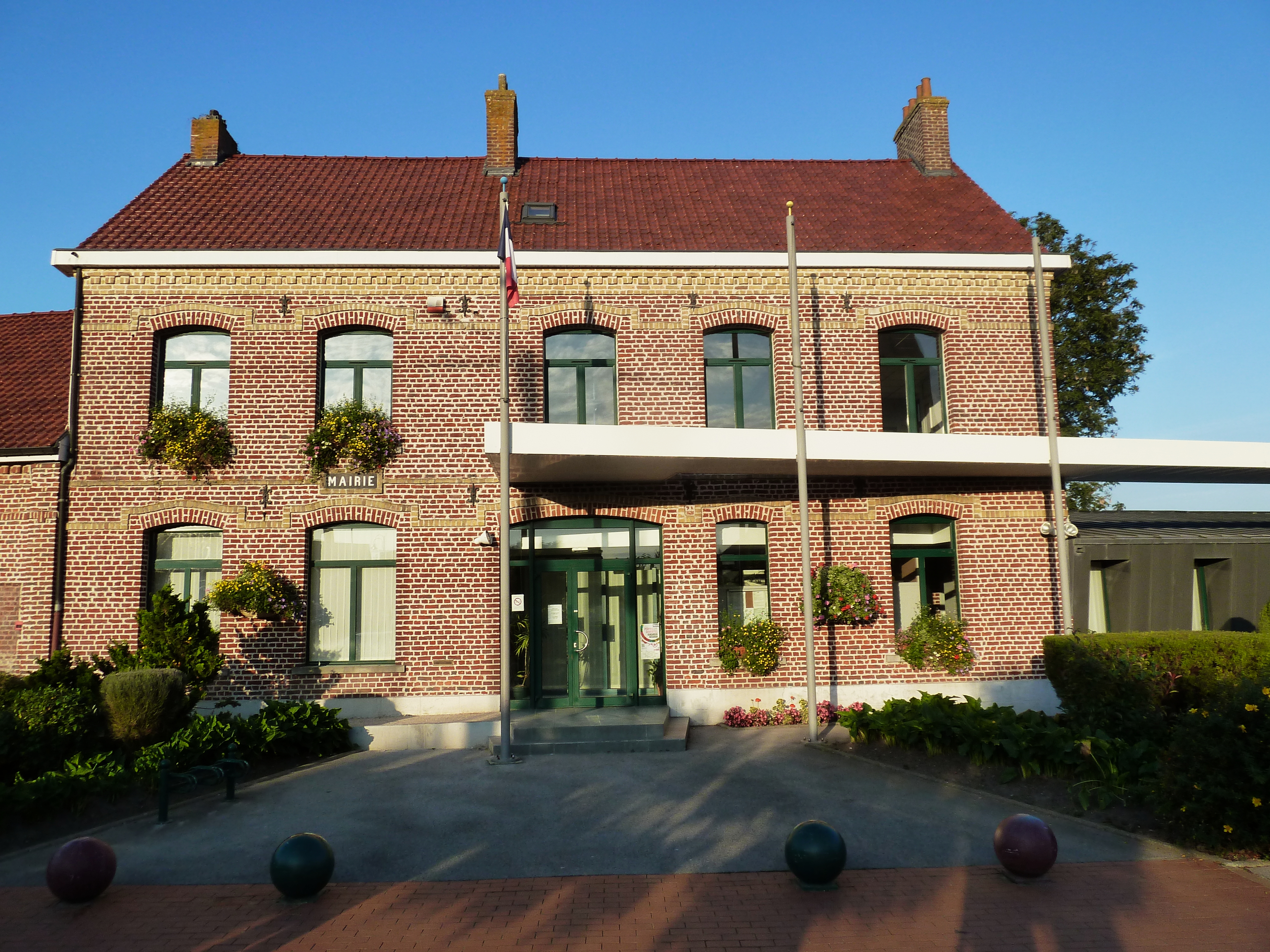
Arnèke la Mairie

L'évolution du nombre d'habitants est connue à travers les recensements de la population effectués dans la commune depuis 1793. Pour les communes de moins de 10 000 habitants, une enquête de recensement portant sur toute la population est réalisée tous les cinq ans, les populations de référence des années intermédiaires étant quant à elles estimées par interpolation ou extrapolation. Pour la commune, le premier recensement exhaustif entrant dans le cadre du nouveau dispositif a été réalisé en 2004.

En 2022, la commune comptait 1 557 habitants, en évolution de −5,12 % par rapport à 2016 (Nord : +0,51 %, France hors Mayotte : +2,11 %).
| 1793  | 1800  | 1806  | 1821  | 1831  | 1836  | 1841  | 1846  | 1851  |
| ----- | ----- | ----- | ----- | ----- | ----- | ----- | ----- | ----- |
| 1 372 | 1 255 | 1 308 | 1 447 | 1 493 | 1 498 | 1 498 | 1 479 | 1 428 |

| 1856  | 1861  | 1866  | 1872  | 1876  | 1881  | 1886  | 1891  | 1896  |
| ----- | ----- | ----- | ----- | ----- | ----- | ----- | ----- | ----- |
| 1 403 | 1 425 | 1 472 | 1 478 | 1 494 | 1 488 | 1 480 | 1 494 | 1 492 |

| 1901  | 1906  | 1911  | 1921  | 1926  | 1931  | 1936  | 1946  | 1954  |
| ----- | ----- | ----- | ----- | ----- | ----- | ----- | ----- | ----- |
| 1 467 | 1 458 | 1 460 | 1 446 | 1 366 | 1 251 | 1 256 | 1 274 | 1 315 |

| 1962  | 1968  | 1975  | 1982  | 1990  | 1999  | 2004  | 2006  | 2009  |
| ----- | ----- | ----- | ----- | ----- | ----- | ----- | ----- | ----- |
| 1 316 | 1 256 | 1 390 | 1 474 | 1 568 | 1 549 | 1 520 | 1 562 | 1 590 |

| 2014  | 2019  | 2022  | - | - | - | - | - | - |
| ----- | ----- | ----- | - | - | - | - | - | - |
| 1 615 | 1 570 | 1 557 | - | - | - | - | - | - |

#### Pyramide des âges
La population de la commune est relativement âgée.
En 2018, le taux de personnes d'un âge inférieur à 30 ans s'élève à 30,6 %, soit en dessous de la moyenne départementale (39,5 %). À l'inverse, le taux de personnes d'âge supérieur à 60 ans est de 33,2 % la même année, alors qu'il est de 22,5 % au niveau départemental.
En 2018, la commune comptait 758 hommes pour 836 femmes, soit un taux de 52,45 % de femmes, légèrement supérieur au taux départemental (51,77 %).
Les pyramides des âges de la commune et du département s'établissent comme suit.
| Hommes | Classe d’âge | Femmes |
| ------ | ------------ | ------ |
| 0,7    | 90 ou +      | 4,9    |
| 8,8    | 75-89 ans    | 13,6   |
| 19,4   | 60-74 ans    | 18,6   |
| 21,7   | 45-59 ans    | 19,4   |
| 16,9   | 30-44 ans    | 14,5   |
| 16,6   | 15-29 ans    | 13,4   |
| 15,8   | 0-14 ans     | 15,7   |

| Hommes | Classe d’âge | Femmes |
| ------ | ------------ | ------ |
| 0,5    | 90 ou +      | 1,4    |
| 5,3    | 75-89 ans    | 8,1    |
| 14,8   | 60-74 ans    | 16,2   |
| 19,1   | 45-59 ans    | 18,4   |
| 19,5   | 30-44 ans    | 18,7   |
| 20,7   | 15-29 ans    | 19,1   |
| 20,2   | 0-14 ans     | 18     |

### Enseignement
Arnèke fait partie de l'académie de Lille.
La commune compte une école primaire publique Émilienne Moreau et une ancienne école primaire privée, l'école Saint Gohard. Elle a fermé ses portes en juillet 2023. Cette décision a été prise par la direction diocésaine de l’enseignement catholique à la suite de difficultés financières.

### Sports
Le village compte de nombreux clubs sportifs dont l'US Pays de Cassel. Le club de football représente les villages comme Cassel,Arnèke,Noorpeende... au niveau National 3 pour la sainson 2023-2024.

### Cultes
La dévotion à saint Gohard demeure vivace à Arnèke : chaque année ont lieu une neuvaine et des pèlerinages du 1er au 9 mai. Le saint est notamment invoqué contre les rhumatismes.

## Économie
En 1979, se tenait à Arnèke un marché le mardi matin. Une foire avait également lieu pendant 9 jours à partir du 1er mai, ainsi qu'un concours chevalin le 14 juillet.

## Culture et patrimoine
La fête communale a lieu le dernier dimanche de juillet, et le raccroc le 14 septembre ou le dimanche suivant le 14 septembre.
Un chemin de randonnée pédestre, le « Circuit des 7 planètes », de 17 km amène à la découverte d'une partie du bourg et de la campagne environnante, en passant par le village voisin de Ochtezeele. Il en existe une variante plus courte de 11 km.

### Lieux et monuments
La commune d'Arnèke a deux bâtiments inscrits comme monument historique : la motte féodale et l'église Saint-Martin

#### Motte féodale des sept Planètes
Il s'agit de la ferme dite des sept planètes. Établissement privé.

#### Église Saint-Martin

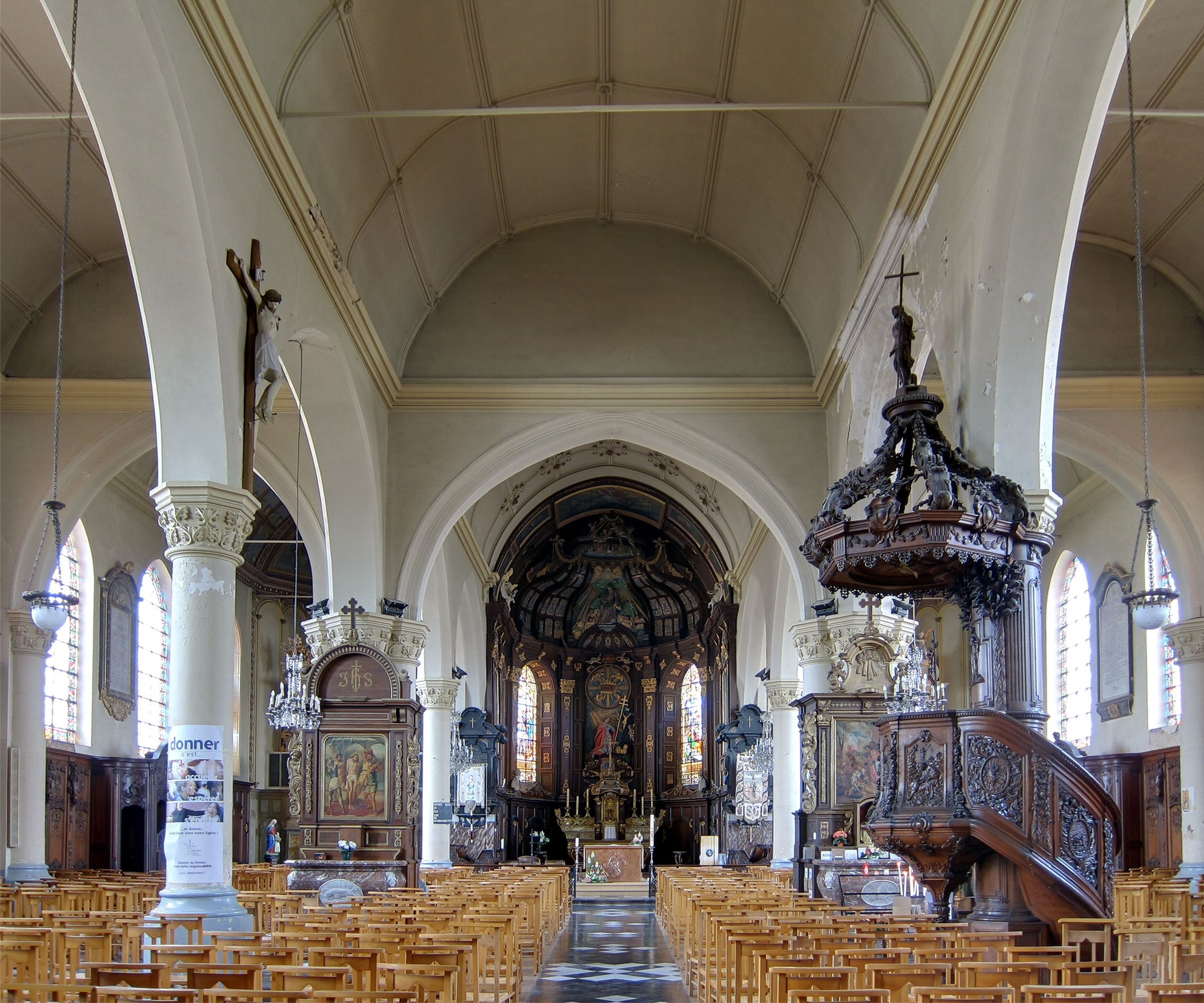
La nef de l'église Saint-Martin

L'église Saint-Martin date de la deuxième moitié du XVIe siècle et de la première moitié du XVIIe siècle. Elle contient des éléments remarquables : 
- Buste reliquaire de Saint Gohard, XIXe siècle
- Orgue et tribune (XVIIIe siècle ; 3e quart XVIIIe siècle ; 4e quart XIXe siècle). Se sont illustrés pour leur construction et mise au point : Spillemaeker François (menuisier) ; Neuville Émile (facteur d'orgues) ; Neuville Alfred (facteur d'orgues)
- Retable Nord: dédié à saint Omer, (Audomar de Thérouanne), statue, tableau : apparition du Sacré-Cœur à sainte Marguerite Marie Alacoque[50] Peinture de Alexis Bafcop 1874.
- Retable Nord: autel, retable, statue, tableau : Vierge remettant le rosaire à Saint Dominique
- Maître-autel: haut-relief : saint Charles Borromée devant la croix; lambris de revêtement du chœur, XVIIIe siècle
- Chaire et stalles datant du XVIIIe siècle
- Plat d'offrande en cuivre repoussé datant du XVIIe siècle
- Épitaphe du curé Charles Van Kempen 1772

À Arnèke, se trouvent également le monument funéraire de Jean Van Halle, fondateur des frères mineurs capucins de Bailleul, datant du XVIIIe siècle.
Autre construction remarquable : la ferme du Brammelhof avec chapelle et statue de saint Gohard.

#### Cimetière militaire britannique
Arnèke contient un cimetière militaire britannique datant de la première guerre mondiale, situé à 3 km au nord-est du village, route de la Seyne.

#### Autres édifices

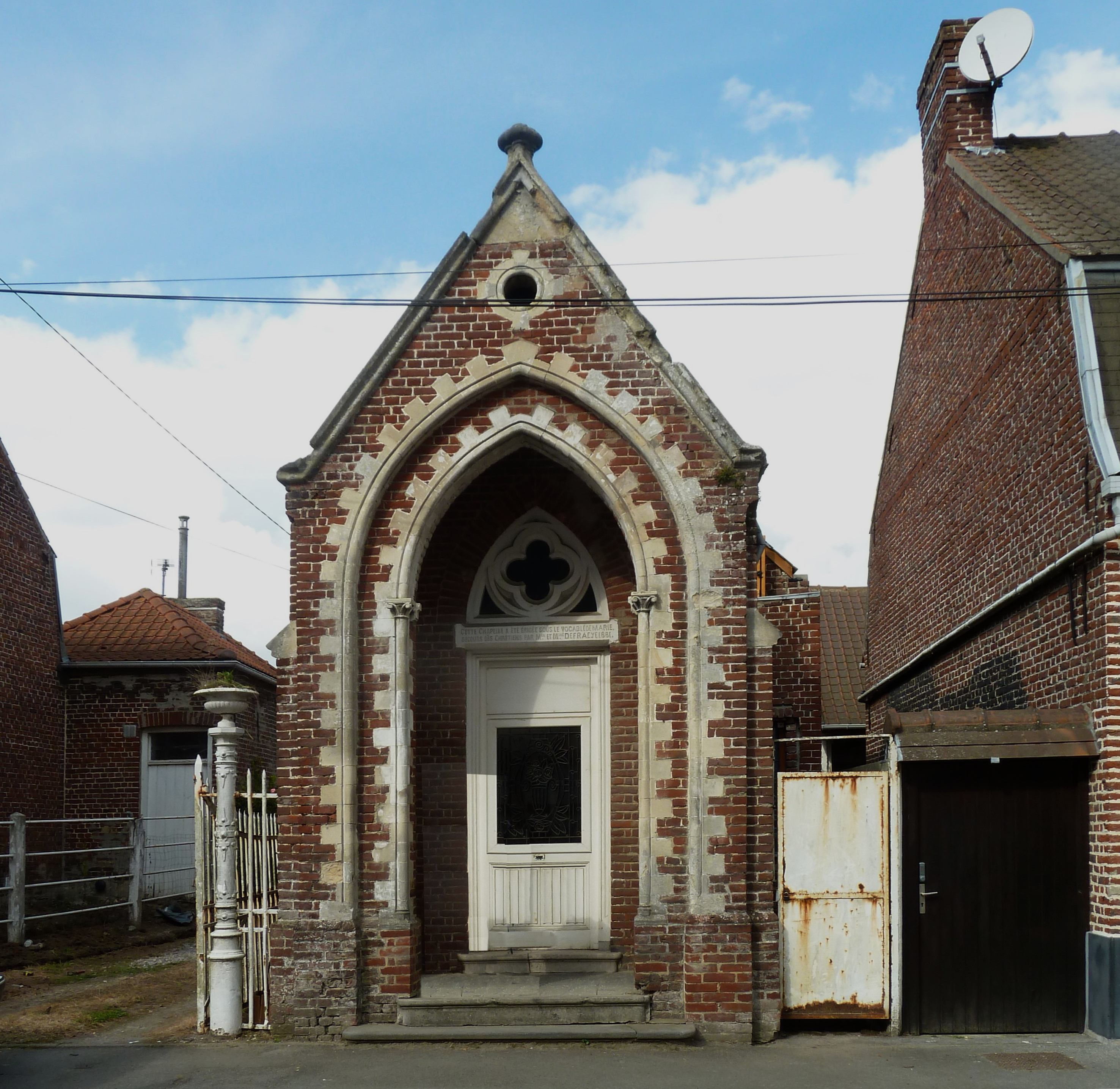
Chapelle Marie secours des chrétiens à Arnèke.

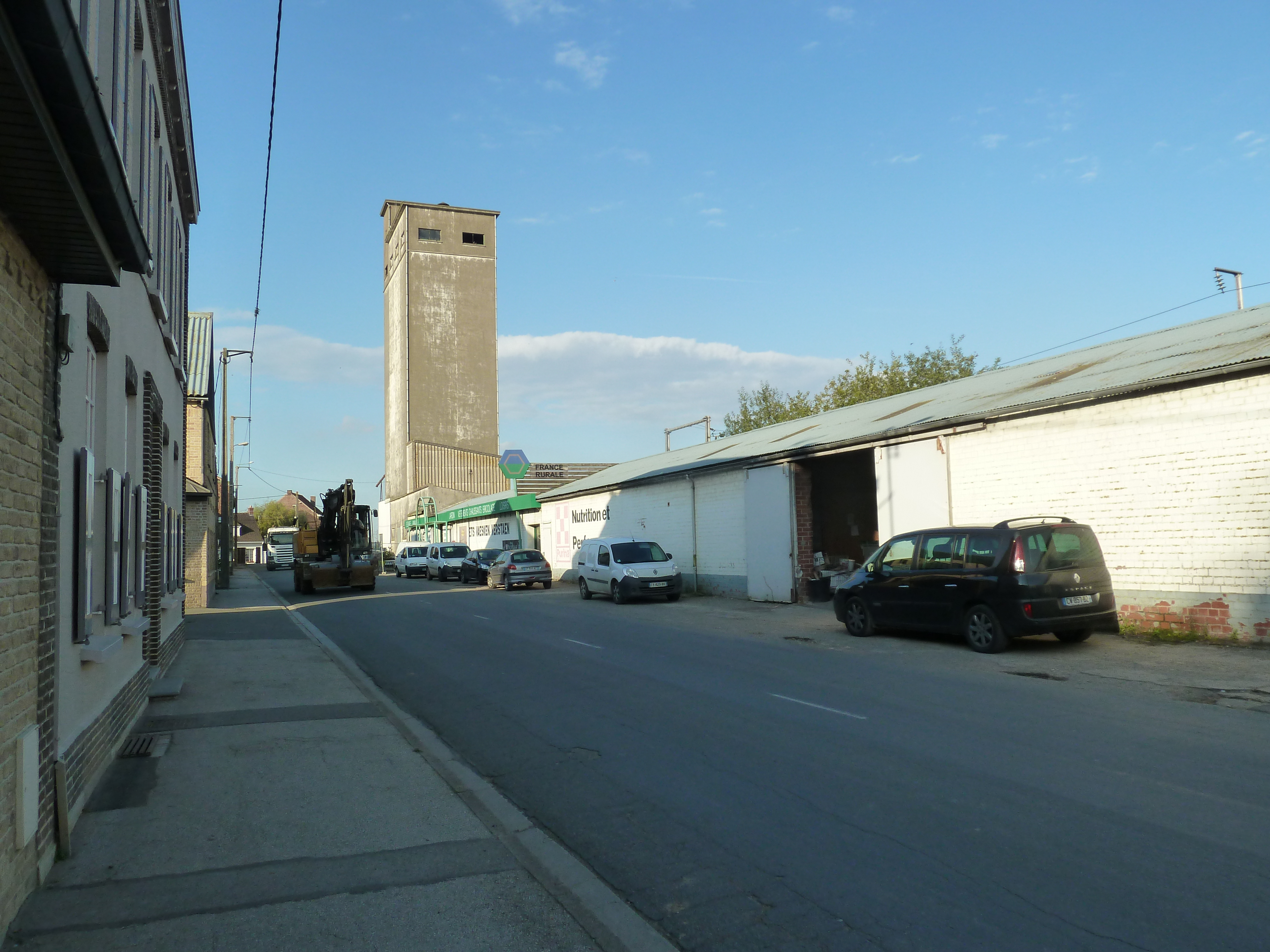
France-Rurale à Arnèke.
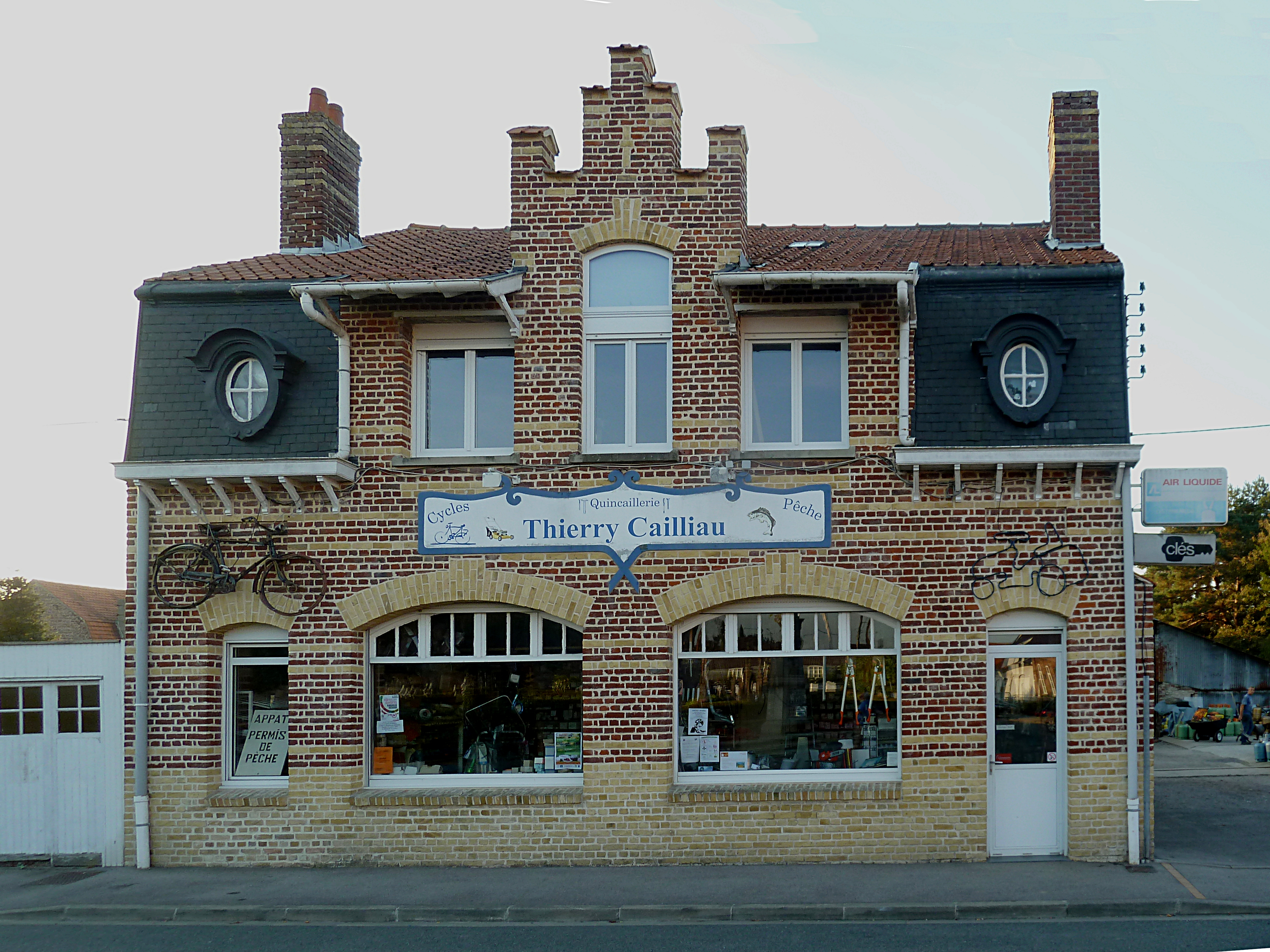
Maison d'architecture flamande.
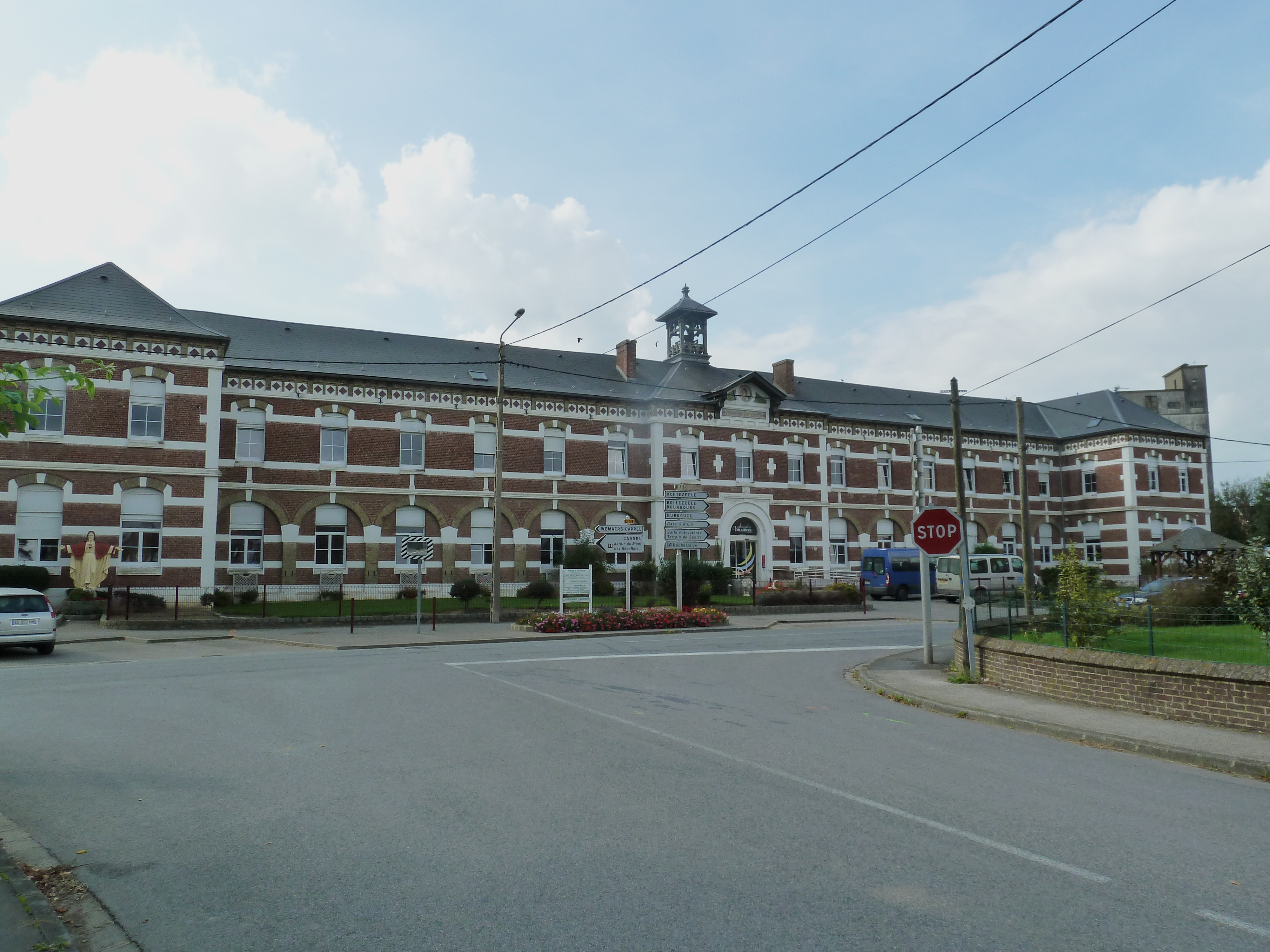
EHPAD Résidence Van Kempen.

### Héraldique
| Blason d'Arnèke | Les armes d'Arnèke se blasonnent ainsi : De sable à la croix d'argent chargée de cinq mouchetures d'hermines de sable. |

## Pour approfondir